# Đàm Thiệu Văn
Đàm Thiệu Văn (tiếng Trung: 谭绍文; 4 tháng 7 năm 1929 - 3 tháng 2 năm 1993) là một chính khách Trung Quốc. Ông từng là Bí thư Thị ủy và người lãnh đạo hàng đầu của thành phố Thiên Tân, và là ủy viên Bộ Chính trị Đảng Cộng sản Trung Quốc, một trong những cơ quan chính trị cao nhất ở Cộng hòa Nhân dân Trung Hoa. Tuy nhiên, ông qua đời vào năm 1993 trước khi hoàn thành toàn bộ nhiệm kỳ.

## Thuở nhỏ và sự nghiệp
Đàm Thiệu Văn sinh ngày 4 tháng 7 năm 1929 tại Tân Tân, Thành Đô, Tứ Xuyên. Cả cha và mẹ của ông đều là nhân viên bưu chính và viễn thông. Ông học trường tiểu học và trung học ở Tân Tân.
Từ năm 1948 đến năm 1952, ông đã tham dự một số học viện học cao hơn, bao gồm cả trường Cao đẳng Minh Hièn tại Kỹ thuật Dệt may Thành Đô và Viện Kỹ thuật Dệt may Tây Bắc.
Ông được giao cho một nhà máy bông của nhà nước ở Thiên Tân với tư cách là một kỹ thuật viên từ 1953 đến 1958. Ông trở thành một giáo viên, và cuối cùng là phó giám đốc của Trường Công nghiệp Dệt may ở Thiên Tân.
Từ năm 1958 đến năm 1966, ông là Phó Giám đốc Văn phòng Học viện Dệt may Hà Bắc. Cuối cùng, ông đã trở thành Hiệu trưởng của Đại học Công nghệ Hà Bắc.

## Sự nghiệp chính trị
Vào tháng 5 năm 1953, ông gia nhập Đoàn Thanh niên Cộng sản Trung Quốc, và trở thành thành viên chính thức của Đảng Cộng sản Trung Quốc vào tháng 5 năm 1955.
Từ tháng 8 năm 1981 đến tháng 5 năm 1982, ông là Phó Giám đốc, Phó Bí thư Thị ủy, và cuối cùng là Giám đốc Ủy ban Giáo dục Thiên Tân.
Vào tháng 5 năm 1982, ông trở thành một thành viên của Ủy ban Đảng ủy Thiên Tân, và được thăng chức Phó Bí thư Thị ủy Thiên Tân vào tháng 3 năm 1983. Ông chịu trách nhiệm về giáo dục, khoa học và công nghệ và tuyên truyền ở Thiên Tân. Tháng 5 năm 1988, ông trở thành Chủ tịch Ủy ban Chính hiệp Thiên Tân, vào tháng 9 năm 1989, ông được thăng chức lên Bí thư Thị ủy Thiên Tân.
Vào tháng 10 năm 1992, ông trở thành một ủy viên của Uỷ ban Trung ương Đảng Cộng sản Trung Quốc lần thứ 14, và sau đó được bầu bởi ủy ban để phục vụ trong Bộ Chính trị Đảng Cộng sản Trung Quốc khóa 14 của Đảng Cộng sản Trung Quốc, dưới sự lãnh đạo của Giang Trạch Dân. Ông được cho là bị lôi kéo vào vị trí lãnh đạo trung ương để chống lại xu hướng ngày càng tăng của các chính trị gia địa phương bỏ qua chính sách của chính quyền trung ương.
Do ông qua đởi sớm, nên ông chỉ phục vụ một trong bảy phiên họp toàn thể của Ủy ban Trung ương thứ 14 của Đảng Cộng sản Trung Quốc.

## Thành tựu chính trị
Đàm Thiệu Văn được công nhận là hiện đại hóa hệ thống giáo dục Thiên Tân, cũng như thực hiện một loạt các biện pháp để thúc đẩy nền kinh tế của Thiên Tân. Về cải cách kinh tế, Tân tập trung chủ yếu vào các doanh nghiệp nhà nước quy mô vừa và lớn, đồng thời cũng xây dựng một số khu phát triển ở Thiên Tân, bao gồm Khu công nghiệp công nghệ mới. Ông cũng xây dựng cơ sở hạ tầng đô thị và kinh tế, và thúc đẩy nước ngoài đầu tư vào Thiên Tân.

## Qua đời
Ông qua đời ở Thiên Tân vào ngày 3 tháng 2 năm 1993 ở tuổi 63 do ung thư phổi. Cái chết của ông rất đáng kể, vì nó có nghĩa là thành phố Thiên Tân không còn được đại diện trong Bộ Chính trị nữa. Bí thư Thị ủy tiếp theo có vị trí trong Bộ Chính trị là Trương Lập Xương vào năm 2002.